# 付庄乡
付庄乡，是中华人民共和国河南省驻马店市泌阳县下辖的一个乡镇级行政单位。

## 行政区划
付庄乡下辖以下地区：
范庄村、马洼村、刘庄村、梅林村、崔庄村、小河村、龙王庙村、李岗村、安子村、焦庄村、申铺村、竹林村、南何庄村和谢林庄村。